# Kia Credos
Kia Credos – samochód osobowy klasy średniej produkowany pod południowokoreańską marką Kia w latach 1995 – 2001.

## Historia i opis modelu

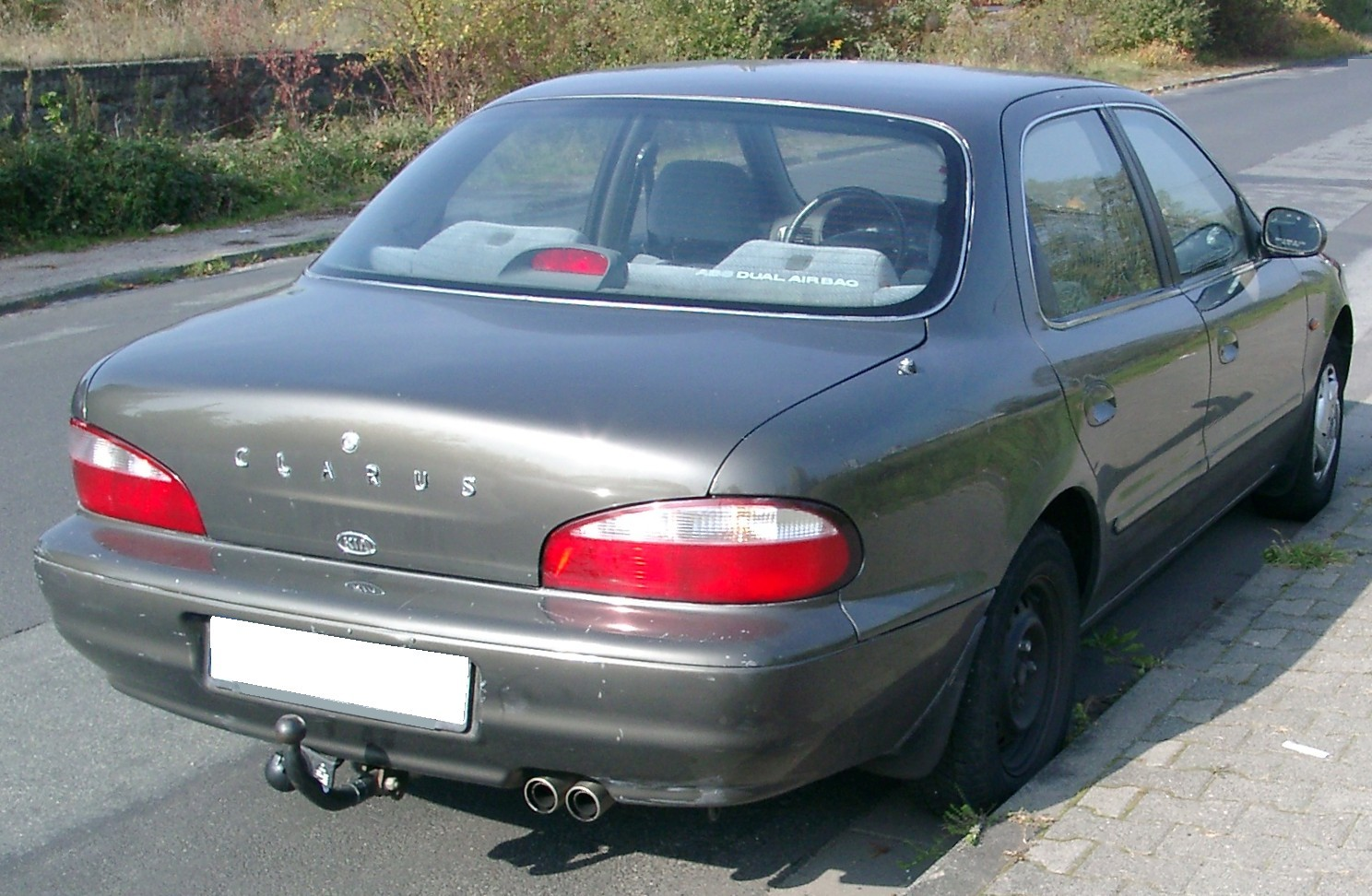
Kia Clarus - tył

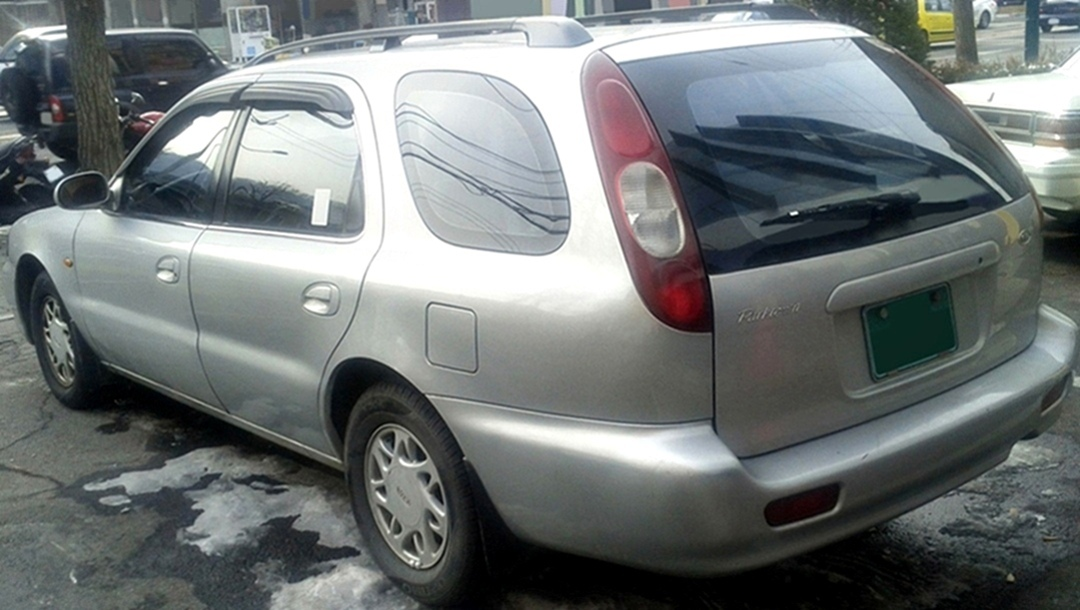
Kia Parktown

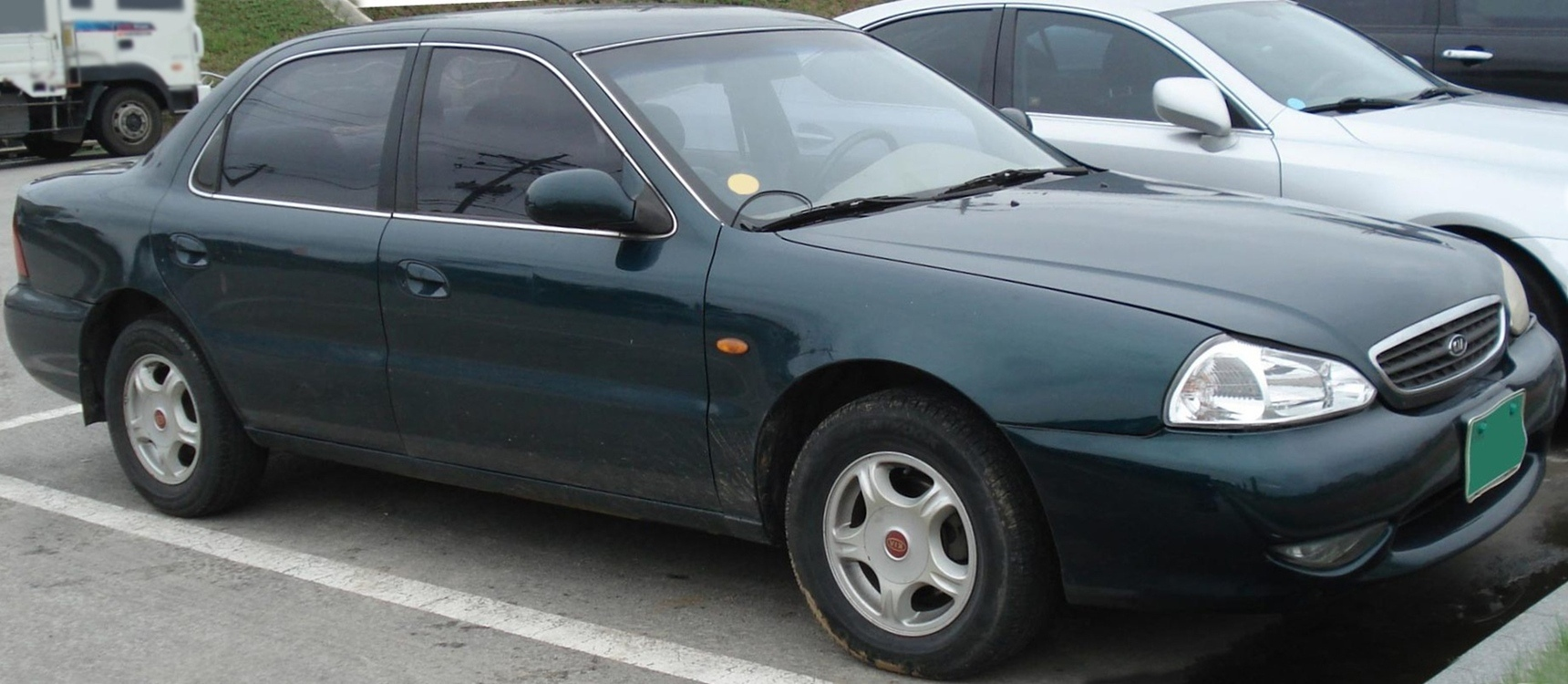
Kia Credos po liftingu

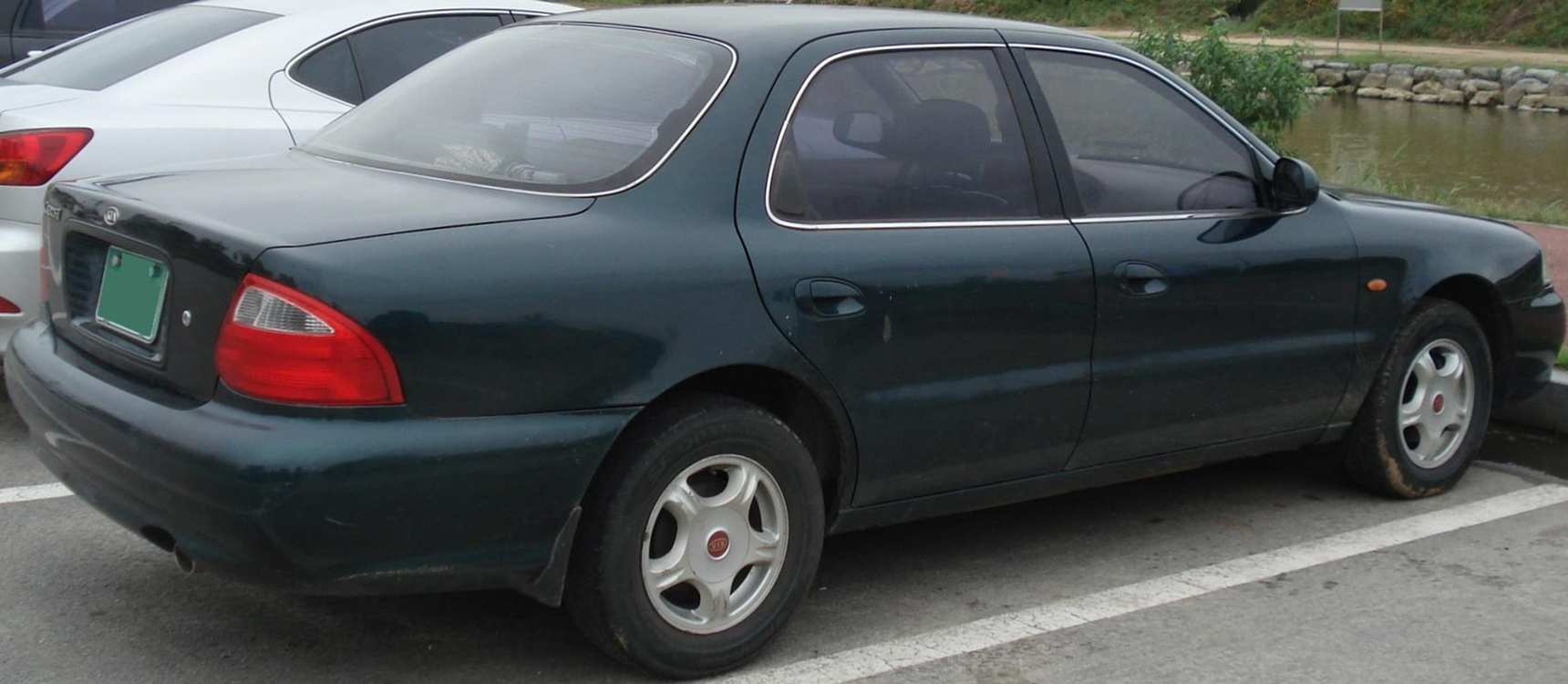
Kia Credos - tył po liftingu

Kia Credos została przedstawiona w 1995 roku jako następca rodziny modeli Concord i Capital, tym razem zyskując projekt nadwozia samodzielnie opracowany przez Kię. Charakterystycznymi elementami stylistyki stały się podłużne reflektory, chromowana atrapa chłodnicy, a także charakterystynie opadająca linia bagażnika z nisko osadzonymi, agresywnie ukształtowanymi lampami.
Pomimo samodzielnego projektu stylistycznego, pod kątem technicznym samochód kontynuował współpracę z japońską Mazdą, opierając się na platformie modelu Capella/626.

### Lifting
W 1998 roku Kia Clarus przeszła obszerną restylizację nadwozia, w ramach której pojazd zyskał bardziej awangardową stylizację. Z przodu pojawiły się bardziej agresywnie ukształtowane reflektory i bardziej owalna atrapa chłodnicy, za to tylna część nadwozia otrzymała bardziej foremne kształty z większymi, wyżej umieszczonymi lampami. Przy okazji restylizacji zdecydowano się także poszerzyć ofertę nadwoziową o odmianę kombi pod nazwą Kia Parktown, którą nadano modelowi w Korei Południowej. Na pozostałych rynkach samochód stanowił element gamy modelu Credos/Clarus.

### Sprzedaż
Jako Kia Credos samochód był sprzedawany nie tylko w Korei Południowej, ale i w Nowej Zelandii i Australii. W Europie i Ameryce Południowej pojazd nosił nazwę Kia Clarus, który objął także przedstawioną po modernizacji wersję kombi.

### Wersje wyposażeniowe
- SLX
- GLX

Pojazd wyposażony mógł być m.in. w system ABS, elektryczne sterowanie szyb, elektryczne sterowanie lusterek oraz światła przeciwmgłowe, a także klimatyzację.

### Silniki
- L4 1.8l Kia
- L4 2.0l Mazda
- V6 2.0l Rover